# Lambda Aquilae
Lambda Aquilae (λ Aql / λ Aquilae) è una stella bianco-azzurra nella sequenza principale di magnitudine 3,43 situata nella costellazione dell'Aquila. Dista 125 anni luce dal sistema solare.
Condivide il nome tradizionale di Al Thalimain con la stella Iota Aquilae, la parola Prior è stata aggiunta per indicare che la stella precede Iota nel suo movimento attraverso il cielo. Il termine Al Thalimain deriva dall'arabo الثالمين, ath-thalīmain, che significa "i due struzzi".
In Cina era conosciuta, insieme a 14 Aquilae, 15 Aquilae e altre stelle della vicina costellazione dello Scudo, come Tseen Peen, "il casco celestiale".

## Osservazione
Si tratta di una stella situata nell'emisfero celeste australe, ma molto in prossimità dell'equatore celeste; ciò comporta che possa essere osservata da tutte le regioni abitate della Terra senza alcuna difficoltà e che sia invisibile soltanto molto oltre il circolo polare artico. Nell'emisfero sud invece appare circumpolare solo nelle aree più interne del continente antartico. Essendo di magnitudine 3,4, la si può osservare anche dai piccoli centri urbani senza difficoltà, sebbene un cielo non eccessivamente inquinato sia maggiormente indicato per la sua individuazione.
Il periodo migliore per la sua osservazione nel cielo serale ricade nei mesi compresi fra fine giugno e novembre; da entrambi gli emisferi il periodo di visibilità rimane indicativamente lo stesso, grazie alla posizione della stella non lontana dall'equatore celeste.

## Caratteristiche fisiche
La stella è una stella bianco-azzurra di sequenza principale e di tipo spettrale B9Vn; è sospettata essere una stella Lambda Bootis, per la bassa presenza di metalli che si rileva nel suo spettro. Ha una massa stimata in 2,8 volte quella del Sole, una luminosità 90 volte superiore ed un raggio 2,3 volte quello solare.
L'età della stella è stimata essere dai 160 a poco più di 400 milioni di anni, in ogni caso la stella sta ancora bruciando idrogeno nel suo nucleo convertendolo in elio, in futuro seguirà il medesimo destino delle stelle con le sue caratteristiche; diventerà una gigante per poi terminare la propria vita come una nana bianca di 0,7 masse solari.
Come altre stelle della sua classe ha un'alta velocità di rotazione, 133 km/s, impiegando meno di 21 ore per compiere un giro su se stessa.
Possiede una magnitudine assoluta di 0,51 e la sua velocità radiale negativa indica che la stella si sta avvicinando al sistema solare.

## Pioneer 11
La sonda della NASA Pioneer 11, lanciata nell'aprile del 1973, giungerà nei pressi di Lambda Aquilae fra circa 4 milioni di anni. La sonda uscì dal sistema solare nel 1990, dopodiché, nel 1995, la NASA interruppe le comunicazioni per la grande distanza alla quale ormai si trovava. La sonda contiene un messaggio inciso su un disco d'oro con informazioni del pianeta Terra, per eventuali altre civiltà che dovesse incontrare sul suo cammino.